# Полимилос
Полимилос (грч. Πολύμυλος) је насељено место у општини Кожани у периферији Западна Македонија, Грчка. Према попису из 2021. године било је 342 становника.
Насеље је 1913. године имало 697 житеља Турака. Године 1923. турско становништво је принудно исељено у Турску а на њихово место су насељене грчке избегличке породице, којих је на попису из 1928. године било 381. Село се раније звало Хандова.